# Jacques Forestier
Jacques Ernes Forestier (27 de julho de 1890 — 17 de março de 1978) foi um médico francês, internista e reumatologista, e jogador de rugby union, medalhista olímpico.

## Carreira
Forestier estudou medicina em Paris, trabalhando mais tarde no Hôpital Cochin, onde se interessou por reumatologia e seu tratamento. Em 1928, ele participou da fundação da sociedade francesa de reumatologia. Seu pai, Henri Forestier, era diretor dos spas terapêuticos em Aix-les-Bains.
Forestier é lembrado por sua introdução de sais de ouro como remédio para artrite reumatoide. Historicamente, sais de ouro injetáveis, como tiomalato de sódio de ouro e aurotioglicose, eram considerados por muitos como o tratamento mais eficaz para artrite reumatoide antes do advento da terapêutica direcionada. Forestier também é conhecido por seu trabalho com polimialgia reumática e hiperostose esquelética idiopática difusa. Com seu instrutor, Jean-Athanase Sicard (1872–1929), ele demonstrou o uso do Lipiodol para exames de raios X da coluna.
Ele integrou a equipe da Seleção da França que conquistou a medalha de prata nos Jogos Olímpicos de Verão de 1920 em Antuérpia. Na partida disputada no Estádio Olímpico em 5 de setembro de 1920, os franceses perderam para a seleção dos Estados Unidos por 0–8. Como esta foi a única partida disputada nesta competição, significou que conquistaram a medalha de prata.